# Kumbang Gogo
Kumbang Gogo is een bestuurslaag in het regentschap Pidie van de provincie Atjeh, Indonesië. Kumbang Gogo telt 235 inwoners (volkstelling 2010).